# Peter Bonde (maler)
 Der er flere personer med dette navn, se Peter Bonde.
Peter Bonde (født 15. september 1958) er en dansk maler, installationskunstner og grafiker.
Deltog i 1982 på den skelsættende generationsudstilling Kniven på hovedet på Tranegården i Gentofte.

## Ekstern henvisning
- Peter Bonde på Kunstindeks Danmark/Weilbachs Kunstnerleksikon
- Den Store Danske, Gyldendals åbne encyklopædi
- Peter Bonde på Internet Movie Database (engelsk)
- Peter Bonde på Internet Movie Database (engelsk)
- Peter Bonde på Filmdatabasen

|  | Artiklen om Peter Bonde (maler) kan blive bedre, hvis der indsættes et (bedre) billede Du kan hjælpe ved at afsøge Wikimedia Commons for et passende billede eller uploade et godt billede til Wikimedia Commons iht. de tilladte licenser og indsætte det i artiklen. |